# Владиславув-Поповський
Владиславув-Поповський (пол. Władysławów Popowski) — село в Польщі, у гміні Гловно Згерського повіту Лодзинського воєводства.
Населення — 96 осіб (2011).

## Демографія
Демографічна структура станом на 31 березня 2011 року:
|          | Загалом | Допрацездатний вік | Працездатний вік | Постпрацездатний вік |
| -------- | ------- | ------------------ | ---------------- | -------------------- |
| Чоловіки | 45      | 7                  | 32               | 6                    |
| Жінки    | 51      | 11                 | 26               | 14                   |
| Разом    | 96      | 18                 | 58               | 20                   |